# Pašpart hramadzianina N.R.M.
«Pašpart hramadzianina N.R.M.» (Паспорт громадянина Н.Р.М.) — четвертий студійний альбом білоруського гурту «N.R.M.», випущений 1998 року.
Пісні «Паветраны шар» та «Песьня пра каханьне» стали хітами, з якими певний час асоціювався гурт. На ці дві пісні були зняти відеокліпи, які можна було побачити на Центральному білоруському телебаченні.
Це був перший альбом гурту, який з'явився на CD.

## Композиції
1. «Kumba»
2. «Pavietrany šar»
3. «Tvoj partret»
4. «Ja jedu»
5. «25, 26, 27»
6. «Nam usim hamon!»
7. «Pieśni pra kachańnie»
8. «Pieśnia junych padpolščykaŭ»
9. «Dobry viečar dzieŭčynačka»
10. «Pakul nie pačniecca vajna»
11. «Biełaruski šlach»

## Склад
- Лявон Вольський — спів, гітара,
- Піт Павлов — гітара, бек-вокал
- Юрась Левков — бас-гітара
- Олег Демидович — барабани